# Джилленхол, Джейк
Дже́йкоб Бе́нджамин Джилленхол (англ. Jacob Benjamin Gyllenhaal, МФА [ˈdʒɪlənhɔːl]; род. 19 декабря 1980, Лос-Анджелес, Калифорния, США) — американский актёр.
Джилленхол с раннего детства был связан с миром кино, начал сниматься уже в 11 лет. Свою первую роль он сыграл в фильме «Городские пижоны» (1991), после чего последовали уже небольшие роли в различных фильмах. Мирового признания Джейкоб Джилленхол добился в 1999 году, когда на экраны вышла биографическая драма «Октябрьское небо», где он исполнил свою первую главную роль — подростка Хомера Хикэма. Также он исполнил главную роль в картине «Донни Дарко». С этого момента молодому актёру начинают предлагать роли в различных проектах: он играет школьника, попавшего в глобальный катаклизм в фильме-катастрофе Роланда Эммериха «Послезавтра», морского пехотинца в фильме «Морпехи» Сэма Мендеса; в 2005 году исполнил роль Джека Твиста в высоко оценённом кинокритиками фильме Энга Ли «Горбатая гора» и был удостоен премии BAFTA и единственной в карьере номинации на «Оскар». В дальнейшем получил высокую похвалу за работу в фильмах «Зодиак», «Патруль» «Пленницы», «Стрингер» и «Под покровом ночи».
Джилленхол является трехкратным номинантом награды Британской киноакадемии, двукратным номинантом на «Золотой глобус» и Премию Американской гильдии киноактёров, а также трехкратным номинантом на театральную премию «Тони».

## Ранние годы и образование
Джилленхол родился в Лос-Анджелесе, Калифорния, в семье сценаристки Наоми Фонер (урождённой Акс) и режиссёра Стивена Джилленхола. Актриса Мэгги Джилленхол, его старшая сестра, появилась вместе с ним в фильме «Донни Дарко». Отец Джилленхола, воспитанный сведенборгианином, происходит из шведской аристократической семьи Йюлленхол, также имеет английские корни. Мать Джилленхола — еврейка, родившаяся в семье иммигрантов из Польши. Сам Джилленхол также считает себя евреем. На его 13-й день рождения у Джилленхола состоялся обряд бар-мицвы, который прошёл в ночлежном доме для бездомных, поскольку его родители хотели привить ему чувство благодарности за обеспеченную жизнь. Его родители всегда настаивали, чтобы тот подрабатывал летом, чтобы обеспечивать себя, а потому он успел поработать спасателем на воде и помощником официанта в ресторане друга семьи.

## Актёрская карьера

### Начало карьеры
В детстве Джилленхол часто появлялся в фильмах, поскольку вся его семья была занята в киноиндустрии. В 11 лет он дебютировал в комедии «Городские пижоны» (1991). Родители не разрешили играть ему в фильме «The Mighty Ducks» (1992), так как для этого ему необходимо было покинуть дом на два месяца. В более позднем возрасте родители разрешали ему принимать участие в некоторых съёмках. Несколько раз он появлялся в фильмах своего отца («Опасная женщина» (1993), «Убойный отдел» (1994), «Доморощенный» 1998), а также в малоизвестном детском приключенческом фильме «Джош и Сэм».
Окончив среднюю школу при Гарвардском университете в Лос-Анджелесе в 1998, он поступил в Колумбийский университет (штат Нью-Йорк), где также учились его мать и сестра. Джейк бросил университет после двух лет учёбы, чтобы вплотную заняться актёрской карьерой, однако сейчас имеет намерения окончить образование. Первая главная роль Джилленхола была в фильме «Октябрьское небо» (адаптация автобиографии инженера-ракетчика Гомера Хикэма), в котором он сыграл школьника из Западной Вирджинии, стремящегося выиграть научную стипендию, чтобы избежать будущего в качестве шахтёра. Фильм собрал в прокате 32 млн долларов.

### Успех

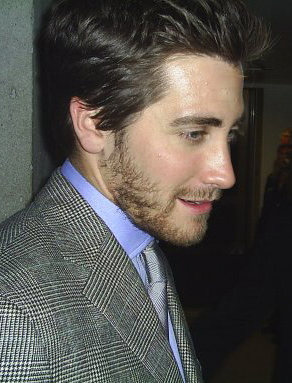
Джилленхол на премьере фильма «Доказательство» в 2005 году

«Донни Дарко», второй известный фильм Джилленхола, не предполагал большого кассового успеха, однако после его выхода в 2001 году стал культовым. По сюжету действие происходит в 1988 году, когда парень по имени Донни (герой Джейка) переживает несчастный случай, едва не стоивший ему жизни, и начинает видеть странные образы: кровавые картины, шестифутового кролика, который предсказал герою «конец света». Игра Джилленхола в картине была положительно оценена критиками.
В 2001 году Джилленхол также снялся в романтической комедии «Парень из пузыря», сыграв роль подростка с неработающей иммунной системой, помещённого в герметичный пузырь из пластика, пытающегося вернуть любовь своей жизни до того, как она выйдет за другого замуж.
После успеха в «Донни Дарко», следующая роль Джилленхола в фильме «Шоссе» была проигнорирована критиками и зрителями. Больший успех ожидал актёра в малобюджетном фильме «Хорошая девочка» с Дженнифер Энистон, премьера которого состоялась на кинофестивале Сандэнс в 2002 году, и в фильме «Обаятельная и привлекательная» с Катрин Кинер.
В 2002 году Джилленхол снялся с Дастином Хоффманом, Сьюзан Сарандон, Холли Хантер в фильме «Миля лунного света», где его герой пытается пережить нелепую смерть своей невесты, переехав в дом её родителей, но жизнь продолжается, он влюбляется в другую девушку и одновременно хочет примириться с прошлым. Режиссёр Брэд Сильберлинг снял автобиографическую историю — когда он был подростком, девушка, в которую он был влюблен, погибла.
Джилленхол также участвовал в отборе актёров на роль Человека-паука в фильме «Человек-паук 2», когда возникли сомнения в здоровье Тоби Магуайра, однако вместо этого снялся в блокбастере «Послезавтра», сыграв с Деннисом Куэйдом роль его сына. Фильм собрал в американском прокате 186 млн долларов.
Театральный дебют Джейка состоялся на лондонской сцене в спектакле «Это наша юность» Кеннета Лонергана. Пьеса стала сенсацией на Бродвее. За эту роль Джилленхол был награждён London Evening Standard Theatre Award в номинации «Лучший актёр-дебютант».

### «Горбатая гора» и последующая карьера
2005 год стал плодотворным годом для Джилленхола, который снялся в успешных фильмах «Доказательство», «Морпехи» и «Горбатая гора». В «Доказательстве» Джилленхол играл с Гвинет Пэлтроу и Энтони Хопкинсом роль студента-математика, который пытается уговорить героиню Пэлтроу опубликовать доказательство революционной теоремы. В картине «Морпехи» Джилленхол снялся в роли агрессивного морского пехотинца с израненной положением военного душой в войне в Персидском заливе. В «Горбатой горе» Джилленхол и Хит Леджер играли молодых ковбоев, встретившихся на пастбищах в Вайоминге, чья связь переросла в гомосексуальные отношения, которые продолжались в течение 1960-70 годов. Часто фильм преподносился короткой фразой «кино про ковбоев-геев». Фильм получил Золотого Льва, четыре награды BAFTA и три Оскара. Джилленхол был номинирован на «Оскар» за Лучшую мужскую роль второго плана, однако статуэтку получил Джордж Клуни за фильм «Сириана». Джилленхол также выиграл награду BAFTA за лучшую роль второго плана и был номинирован за лучшую роль второго плана и за лучший ансамбль Гильдии киноактёров США. Также за «Горбатую гору» он и Леджер получили награду MTV Movie Award за лучший поцелуй в 2006. Сразу после церемонии Оскара Джилленхол был приглашён в Американскую академию киноискусства в знак его профессионального признания.
После выпуска фильма «Горбатая гора» относительно сексуальной ориентации Джилленхола пошли многочисленные слухи. Вот, что сказал Джилленхол в интервью об этом:
Слух о моей бисексуальности меня порадовал — это означает, что теперь мне доступен гораздо более широкий выбор ролей. И я открыт любым предложениям. Честно говоря, мужчины меня никогда сексуально не привлекали, но я не думаю, что испугался бы, если бы такое произошло.
Джилленхол в роли рассказчика участвовал в коротком анимационном фильме «The Man Who Walked Between the Towers». В январе 2007 в популярном американском телешоу «Субботним вечером в прямом эфире» (Saturday Night Live) Джилленхол в женском платье и парике исполнил хит «And I Am Telling You (I’m Not Going)» из мюзикла «Dreamgirls», посвятив её фанатам «Горбатой горы».

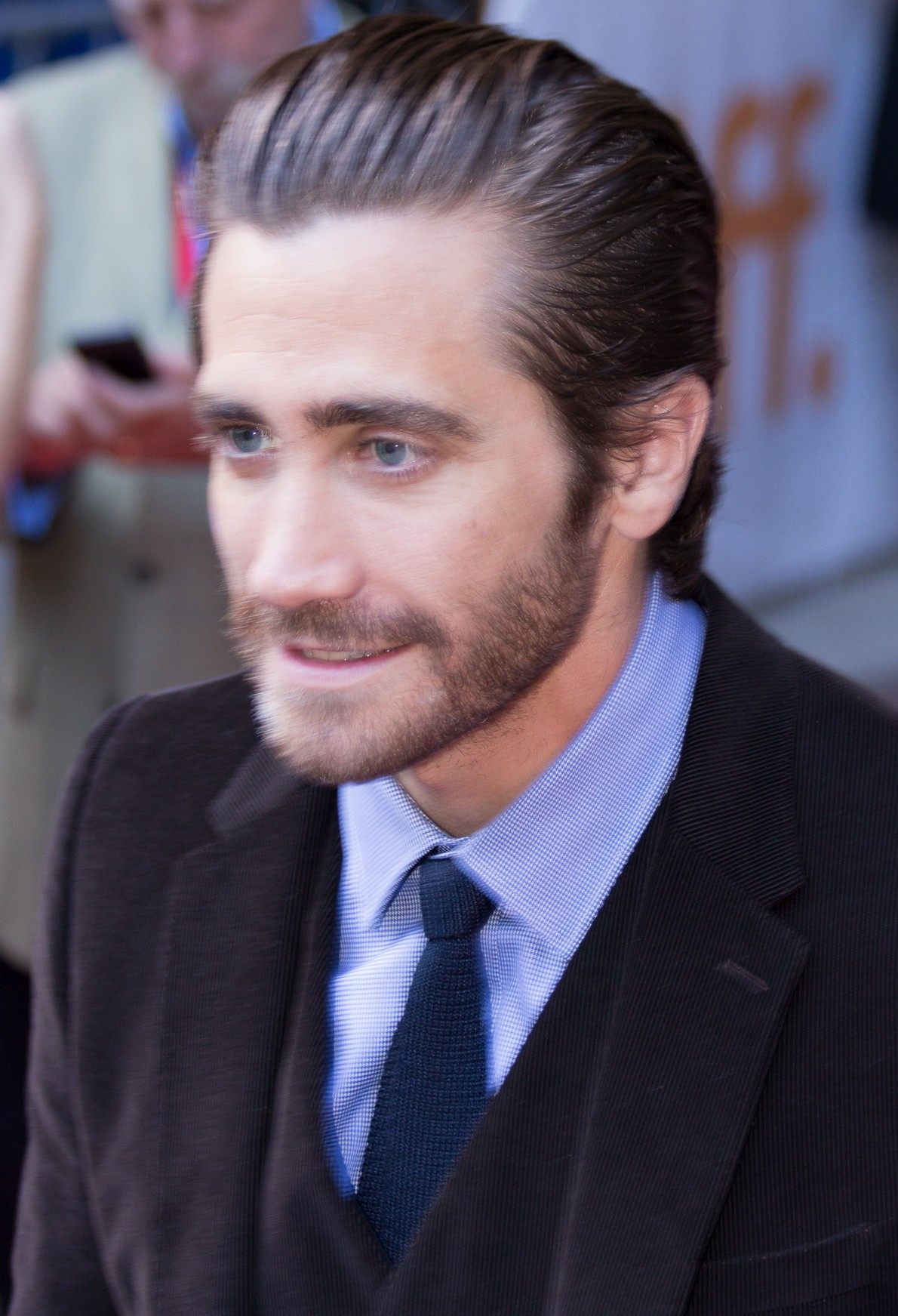
Актёр на кинофестивале в Торонто в 2013 году

В 2007 году Джилленхол снялся в фильме Дэвида Финчера «Зодиак», основанном на реальных событиях. Это история карикатуриста-оформителя газеты San Francisco Chronicle Роберта Грейсмита (героя Джилленхола), который в 1960-х годах участвовал в расследовании дела серийного убийцы по прозвищу «Зодиак». Джилленхол снялся с Мерил Стрип, Алоном Аркин и Риз Уизерспун в фильме «Версия» режиссёра Гэвина Худа, детективном в триллере-драме о тайных тюрьмах США, в которые попал арабский муж главной героини. Джилленхол также снялся у ирландского кинорежиссёра Джима Шеридана в ремейке датской киноленты «Братья». В 2009 году он должен был сниматься с Джессикой Биль в фильме «Пригвождённая» в роли конгрессмена, однако проект не состоялся. В том же году актёр исполнил главную роль в фильме «Принц Персии: Пески времени».
В 2012 году сыграл одну из главных ролей в криминальном боевике Дэвида Эйера «Патруль», который впоследствии неоднократно был признан «едва ли не лучшим полицейским фильмом в истории кино». Затем последовало сотрудничество с Дени Вильнёвом, плодами которого стали детективный триллер «Пленницы» и психологический триллер «Враг», где Джилленхол исполнил сразу две роли: преподавателя истории и его двойника. В 2014 году сыграл в дебютном фильме Дэна Гилроя «Стрингер». Роль беспринципного журналиста принесла Джейку ряд номинаций на престижные кинопремии. Последующие актёрские работы Джилленхола: боксёр в спортивной драме «Левша», финансист в романтической драмеди «Разрушение», двойная роль в неонуаре «Под покровом ночи».
В 2017 году Джилленхол воплотил в фильме «Сильнее» образ Джеффа Баумана — человека, выжившего после взрывов на Бостонском марафоне, но лишившегося обеих ног. В 2018 году он сыграл вместе с Кэри Маллиган в фильме «Дикая жизнь», который стал режиссёрским дебютом Пола Дано, а также появился в вестерне «Братья Систерс». В 2019 году Джилленхол сыграл в сатирическом фильме ужасов «Бархатная бензопила» и исполнил роль Квентина Бека (Мистерио) в фильме Marvel «Человек-паук: Вдали от дома».
В 2021 году на экраны вышел фильм «Виновный», в котором Джилленхол сыграл главную роль и выступил в роли продюсера. Также в этом году он получил три номинации на 74-ю церемонию вручения премии «Тони» (театральный «Оскар»), в том числе в категории «Лучшая мужская роль» за пьесу «Морская дамба/Жизнь».

## Личная жизнь

### Семья и отношения
У Джилленхола есть «буквальные» и, как он называет их сам, «звёздные» крёстные родители. Актёр и режиссёр Пол Ньюман был его звёздным крёстным отцом, тогда как актриса Джейми Ли Кёртис является его и буквальной, и звёздной крёстной матерью и оператор Роберт Элсвит. Сам Джилленхол является крёстным отцом Матильды Роуз Леджер (род. 28 октября 2005), дочери Хита Леджера и Мишель Уильямс, с которыми он играл в фильме «Горбатая гора».
Начиная с 2002 года, около двух лет Джилленхол встречался с актрисой Кирстен Данст. С 2007 по 2009 год он встречался с Риз Уизерспун, коллегой по фильму «Версия». С октября 2010 по январь 2011 года Джилленхол встречался с певицей Тейлор Свифт, а с июля по декабрь 2013 года — с моделью Алиссой Миллер. С 2018 года состоит в отношениях с французской моделью Жанной Кадье.

### Политика и другие интересы
Джилленхол является политически активным человеком. Он участвовал в ежегодной промоакции Rock the Vote, вместе с сестрой Мэгги Джилленхол они посещали Университет Южной Калифорнии, чтобы призвать студентов голосовать на президентских выборах в США в 2004. Он также поддерживал кандидата от демократов Джона Керри. Джилленхол и его семья активно поддерживают Американский союз защиты гражданских свобод. Сторонник экологизма и переработки отходов, Джилленхол заявлял в интервью, что он каждый год тратит 400 тысяч $ на посадку деревьев в лесу Мозамбика. После съёмок в фильме «Послезавтра» он полетел в Арктику, чтобы привлечь внимание общественности к проблеме изменения климата и сделать информацию об этом более доступной.
В свободное время Джилленхол увлекается столярными работами и кулинарией, а также старается каждый день медитировать. Снимался в одной из серий программы «Выжить любой ценой» на телеканале Discovery.

## Признание
Рассматриваясь по всему миру как секс-символ, Джилленхол был назван одним из «50 самых красивых людей в мире» по версии журнала «People» в 2006 году. Он также находился в списке самых желаемых холостяков 2006 года того же издания. Принявшие участие в подобном опросе для сайта «AfterElton.com», тысячи мужчин-геев и бисексуалов проголосовали за «100 самых горячих мужчин»; в течение двух лет, в 2007 и 2008 годах, первое место занимал Джилленхол. Он занял второе место в опросе журнала «Gay Wired», посвящённому любимым актёрам, исполнившим в фильмах гей-роли. В апреле 2012 года портал «Shalom Life» поставил Джилленхола на шестое место в списке «50 самых талантливых, умных, смешных и привлекательных мужчин-евреев со всего мира».

## Фильмография
| Год  |    | Русское название              | Оригинальное название               | Роль                                |
| ---- | -- | ----------------------------- | ----------------------------------- | ----------------------------------- |
| 1991 | ф  | Городские пижоны              | City Slickers                       | Дэнни Робинс                        |
| 1993 | ф  | Опасная женщина               | A Dangerous Woman                   | Эдвард                              |
| 1993 | ф  | Джош и Сэм                    | Josh and S.A.M.                     | Леон                                |
| 1994 | с  | Убойный отдел                 | Homicide: Life on the Street        | Мэтт Эллисон                        |
| 1998 | ф  | Доморощенный                  | Homegrown                           | Джейк / Голубой Кэхэн               |
| 1999 | ф  | Октябрьское небо              | October Sky                         | Хомер Хикэм                         |
| 2001 | ф  | Донни Дарко                   | Donnie Darko                        | Донни Дарко                         |
| 2001 | ф  | Парень из пузыря              | Bubble Boy                          | Джимми Ливингстон                   |
| 2001 | ф  | Обаятельная и привлекательная | Lovely & Amazing                    | Джордан                             |
| 2002 | ф  | Хорошая девочка               | The Good Girl                       | Томас Холден Уортнер                |
| 2002 | ф  | Шоссе                         | Highway                             | Пайлот Келсон                       |
| 2002 | ф  | Миля лунного света            | Moonlight Mile                      | Джо Нэст                            |
| 2004 | ф  | Послезавтра                   | The Day After Tomorrow              | Сэм Холл                            |
| 2005 | ф  | Горбатая гора                 | Brokeback Mountain                  | Джек Твист                          |
| 2005 | ф  | Доказательство                | Proof                               | Хэл Доббс                           |
| 2005 | ф  | Морпехи                       | Jarhead                             | Энтони Своффорд                     |
| 2007 | ф  | Зодиак                        | Zodiac                              | Роберт Грейсмит                     |
| 2007 | ф  | Версия                        | Rendition                           | Даглас Фримен                       |
| 2009 | ф  | Братья                        | Brothers                            | Томми Кэхилл                        |
| 2010 | ф  | Принц Персии: Пески времени   | Prince of Persia: The Sands of Time | Принц Дастан                        |
| 2010 | ф  | Любовь и другие лекарства     | Love and Other Drugs                | Джейми Рэндалл                      |
| 2011 | ф  | Исходный код                  | Source Code                         | Колтер Стивенс                      |
| 2012 | ф  | Патруль                       | End of Watch                        | офицер Тейлор                       |
| 2013 | ф  | Враг                          | Enemy                               | Адам Белл/Энтони Сентклер           |
| 2013 | ф  | Пленницы                      | Prisoners                           | детектив Локи                       |
| 2014 | ф  | Стрингер                      | Nightcrawler                        | Луи Блум                            |
| 2015 | ф  | Любовная загвоздка            | Accidental Love                     | Говард Бёрдуэлл                     |
| 2015 | ф  | Левша                         | Southpaw                            | Билли Хоуп                          |
| 2015 | ф  | Эверест                       | Everest                             | Скотт Фишер                         |
| 2015 | ф  | Разрушение                    | Demolition                          | Дэвис Митчелл                       |
| 2016 | ф  | Под покровом ночи             | Nocturnal Animals                   | Тони Гастингс / Эдвард Шеффилд      |
| 2017 | ф  | Живое                         | Life                                | медицинский сотрудник Дэвид Джордан |
| 2017 | ф  | Окча                          | Okja                                | доктор Джонни Уилкокс               |
| 2017 | ф  | Сильнее                       | Stronger                            | Джефф Бауман                        |
| 2018 | ф  | Дикая жизнь                   | Wildlife                            | Джерри Бринсон                      |
| 2018 | ф  | Братья Систерс                | The Sisters Brothers                | Джон Моррис                         |
| 2019 | ф  | Бархатная бензопила           | Velvet Buzzsaw                      | Морф Вандеруолт                     |
| 2019 | ф  | Человек-паук: Вдали от дома   | Spider-Man: Far From Home           | Квентин Бек / Мистерио              |
| 2021 | ф  | Виновный                      | The Guilty                          | Джо Байлер                          |
| 2022 | ф  | Скорая                        | Ambulance                           | Дэнни                               |
| 2022 | мф | Странный мир                  | Strange World                       | Искатель Клейд                      |
| 2023 | ф  | Переводчик                    | The Covenant                        | Джон Кинли                          |
| 2024 | ф  | Дом у дороги                  | Road House                          | Далтон                              |
| 2024 | с  | Презумпция невиновности       | Presumed Innocent                   | Расти Сабич                         |
| 2025 | ф  | В серой зоне                  | In the Grey                         | Майкл Харрис                        |
| 2026 | ф  | Невеста                       | The Bride!                          |                                     |
| 2026 | ф  | Остаться                      | Remain                              | Тейт Донован                        |
|      | ф  | Фрэнсис и Крёстный отец       | Francis and the Godfather           | Роберт Эванс                        |

### Продюсерские проекты
| Год  |   | Русское название       | Оригинальное название        | Роль                    |
| ---- | - | ---------------------- | ---------------------------- | ----------------------- |
| 2012 | ф | Патруль                | End of Watch                 | исполнительный продюсер |
| 2014 | ф | Стрингер               | Nightcrawler                 | продюсер                |
| 2017 | ф | Сильнее                | Stronger                     | продюсер                |
| 2018 | ф | Дикая жизнь            | Wildlife                     | продюсер                |
| 2020 | ф | Дьявол всегда здесь    | Devill all the time          | продюсер                |
| 2021 | ф | Дать дуба в округе Юба | Breaking News in Yuba County | продюсер                |

### Видеоклипы
- 2009 — «Blame It» (Джейми Фокс)
- 2010 — «Giving Up the Gun» (Vampire Weekend)
- 2012 — «Time to Dance» (The Shoes)
- 2014 — «Part II (On the Run)» (Jay-Z Ft. Beyoncé)

## Награды и номинации
| Год  | Group                                     | Награда                                                | Результат | Фильм                         |
| ---- | ----------------------------------------- | ------------------------------------------------------ | --------- | ----------------------------- |
| 2002 | Молодой Голливуд / Young Hollywood Awards | Мужской прорыв года                                    | Победа    | Донни Дарко                   |
| 2002 | Независимый дух                           | Лучшая мужская роль                                    | Номинация | Донни Дарко                   |
| 2003 | Chlotrudis Awards                         | Лучший актёр                                           | Победа    | Донни Дарко                   |
| 2003 | DVD Exclusive Awards                      | Лучший актёр                                           | Номинация | Шоссе                         |
| 2003 | Teen Choice Awards                        | Лучшая звезда                                          | Номинация | Хорошая девочка               |
| 2003 | Спутник                                   | Лучшая мужская роль второго плана — комедия или мюзикл | Номинация | Хорошая девочка               |
| 2005 | Спутник                                   | Лучшая мужская роль — драма                            | Номинация | Морпехи                       |
| 2005 | Спутник                                   | Лучшая мужская роль второго плана — драма              | Номинация | Горбатая гора                 |
| 2005 | Национальный совет кинокритиков США       | Лучшая мужская роль второго плана                      | Победа    | Горбатая гора                 |
| 2006 | Оскар                                     | Лучшая мужская роль второго плана                      | Номинация | Горбатая гора                 |
| 2006 | Выбор критиков                            | Лучшая мужская роль второго плана                      | Номинация | Горбатая гора                 |
| 2006 | BAFTA                                     | Лучшая мужская роль второго плана                      | Победа    | Горбатая гора                 |
| 2006 | Премия Гильдии киноактёров США            | Лучшая мужская роль второго плана                      | Номинация | Горбатая гора                 |
| 2006 | Премия Гильдии киноактёров США            | Лучший актёрский состав                                | Номинация | Горбатая гора                 |
| 2006 | MTV Movie Awards                          | Лучшая мужская роль                                    | Победа    | Горбатая гора                 |
| 2006 | MTV Movie Awards                          | Лучший поцелуй                                         | Победа    | Горбатая гора                 |
| 2006 | Amy Macdonald 'I Well Wud' Awards         | Самая подтянутая знаменитость                          | Победа    | Горбатая гора                 |
| 2006 | Americans for the Arts                    | За лучший артистизм                                    | Победа    | Горбатая гора                 |
| 2010 | Спутник                                   | Лучшая мужская роль — комедия или мюзикл               | Номинация | Любовь и другие лекарства     |
| 2011 | Золотой глобус                            | Лучшая мужская роль — комедия или мюзикл               | Номинация | Любовь и другие лекарства     |
| 2013 | Выбор критиков                            | Лучшая мужская роль в боевике                          | Номинация | Патруль                       |
| 2013 | Голливудский кинофестиваль                | Лучшая мужская роль второго плана                      | Победа    | Пленницы                      |
| 2013 | Национальный совет кинокритиков США       | Лучший актёрский состав                                | Победа    | Пленницы                      |
| 2014 | Спутник                                   | Лучшая мужская роль второго плана                      | Номинация | Пленницы                      |
| 2015 | Золотой глобус                            | Лучшая мужская роль — драма                            | Номинация | Стрингер                      |
| 2015 | Выбор критиков                            | Лучшая мужская роль                                    | Номинация | Стрингер                      |
| 2015 | Спутник                                   | Лучшая мужская роль                                    | Номинация | Стрингер                      |
| 2015 | Независимый дух                           | Лучшая мужская роль                                    | Номинация | Стрингер                      |
| 2015 | Независимый дух                           | Лучший дебютный фильм                                  | Победа    | Стрингер                      |
| 2015 | BAFTA                                     | Лучшая мужская роль                                    | Номинация | Стрингер                      |
| 2015 | Премия Гильдии киноактёров США            | Лучшая мужская роль                                    | Номинация | Стрингер                      |
| 2015 | Сатурн                                    | Лучшая мужская роль                                    | Номинация | Стрингер                      |
| 2017 | BAFTA                                     | Лучшая мужская роль                                    | Номинация | Под покровом ночи             |
| 2017 | Голливудский кинофестиваль                | Лучшая мужская роль                                    | Победа    | Сильнее                       |
| 2018 | Выбор критиков                            | Лучшая мужская роль                                    | Номинация | Сильнее                       |
| 2018 | Спутник                                   | Лучшая мужская роль                                    | Номинация | Сильнее                       |
| 2019 | Независимый дух                           | Лучший дебютный фильм                                  | Номинация | Дикая жизнь                   |
| 2021 | Тони                                      | Лучшая мужская роль в пьесе                            | Номинация | «Морская дамба/Жизнь»         |
| 2021 | Тони                                      | Лучшая пьеса (как продюсер)                            | Номинация | «Морская дамба/Жизнь»         |
| 2021 | Тони                                      | Лучшая пьеса (как продюсер)                            | Номинация | «Рабская пьеса (Игра в раба)» |